# Chiclayo
Chiclayo è una città costiera del Perù settentrionale, nella regione di Lambayeque, capoluogo dell'omonima provincia. 
Conosciuta come città dell'amicizia, è la quarta città del Paese per popolazione, che ammontava a 600 440 abitanti nel 2015, che diventano poco meno di un milione se si considera l'intera area metropolitana.
È salita agli onori della cronaca per essere la città in cui ha esercitato il suo ministero vescovile Robert Francis Prevost, poi diventato papa col nome di Leone XIV.

## Storia
Fondata nel XVI secolo col nome di Santa María de los Valles de Chiclayo, è rimasta un piccolo borgo fino al XIX secolo quando venne elevata al rango di città (1835), per poi vedere un incremento costante che ne ha fatto oggi la quarta città del Perù, nonché una delle capitali finanziarie e commerciali del Perù settentrionale, insieme alle città vicine Piura e Trujillo. Il commercio dei prodotti agricoli (riso, canna da zucchero e cotone principalmente) provenienti dalle zone circostanti, è da sempre la voce principale dell'economia cittadina. Il passaggio dell'autostrada Panamericana ha aperto ai trasporti su gomma e ridotto quelli via mare, attraverso il porto di Pimentel, e la città è inoltre oggetto di progetti ferroviari.
L'8 maggio 2025, l'ex vescovo di Chiclayo Robert Francis Prevost è stato eletto come Papa Leone XIV. Nato negli Stati Uniti, è stato vescovo dal 2015 al 2023 e dal 2015 è naturalizzato cittadino peruviano.

### Archeologia
Chiclayo è al centro di un'area di grande interesse archeologico per l'entità e l'importanza di ritrovamenti riguardanti la civiltà Mochica. La civiltà Moche ebbe inizio tra il I e il VII secolo d.C., occupando un territorio che si estendeva su gran parte dell'attuale costa settentrionale del Perù, comprendendo quella che oggi è la zona costiera dei dipartimenti di Ancash, Lambayeque e La Libertad. Questa civiltà sviluppò un'ampia conoscenza dell'ingegneria idraulica: il suo popolo costruì canali per creare un sistema di irrigazione al fine di sostenere l'agricoltura. La produzione di eccedenze ha sostenuto la densità di popolazione e una forte economia di sviluppo. La cultura era caratterizzata da un uso intensivo del rame nella fabbricazione di oggetti ornamentali, utensili e armi.

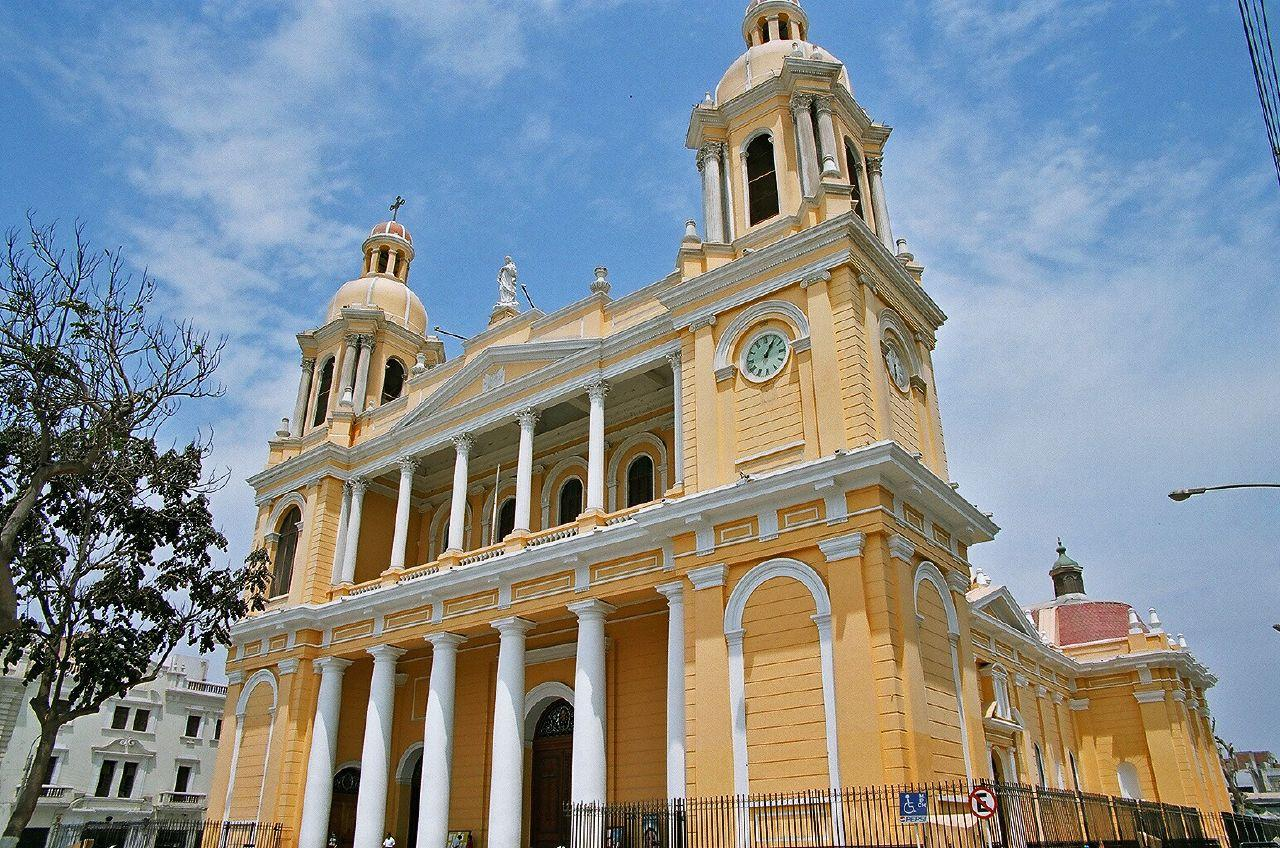
Facciata della Cattedrale di Chiclayo.

## Monumenti e luoghi d'interesse
- Cattedrale di Santa Maria,[6] sede della diocesi cattolica di Chiclayo,[7] ideata da Gustave Eiffel[8] e costruita in stile neoclassico tra il 1869[9] e il 1871 e completata, dopo una lunga interruzione a causa della mancanza di fondi, tra il 1928 e il 1939.[8]

## Geografia antropica

### Urbanistica
- Il nuceo centrale della Città (2005) è composto da sei aree: Chiclayo, José Leonardo Ortiz, La Victoria, Pomalca, Reque e Pimentele.

- Area discontinua ed integrata: composta da San José (in Lambayeque) e Picsi. Attualmente la città di Chiclayo si espande verso questi due distretti, e la loro integrazione è prevista per il 2020.

- L'Area metropolitana si estende nel raggio di 25 km e comprende le città di Lambayeque, Ferreñafe, Monsefú, Picci, Santa Rosa, Tumàn, Zaña, Cayaltí; e i villaggi di Pucalá, Pátapo, San José, Eten, Mochumi e Pitipo.

| Municipi            | Abitanti |
| ------------------- | -------- |
| Chiclayo            | 260.948  |
| José Leonardo Ortiz | 167.717  |
| La Victoria         | 77.699   |
| Pimentel            | 32.346   |
| Pomalca             | 23.092   |
| Reque               | 12.606   |

## Sport
La principale squadra di calcio della città è il Club Juan Aurich. Chiclayo è stata una delle 5 città che hanno ospitato il Campionato mondiale di calcio Under-17 2005.

### Impianti sportivi
- Stadio Elías Aguirre